# Frares de les barcelles
Els frares de les barcelles són, segons l'imaginari popular valencià, un grup sobrenatural de frares que s'apareixen plegats de nit caminant descalços, amb els peus encadenats amb grillons i la cara invisible dins la fosca caputxa, mentre exclamen de tant en tant «Onze, cafís!».
El mite explica que aquests frares es varen condemnar a errar fins a la fi del món com ànimes en pena a causa de la seva avarícia. A l'època antiga, quan vivien, eren els amos de les terres que treballaven els llauradors. Quan arribava l'hora del repartiment anual de la collita, un cop segat i batut el blat, els frares se les enginyaven per a cisar-ne una part als pagesos: cada dotze barcelles de gra feien un cafís, la part que els corresponia als frares, i aquests les comptaven malament per fer que, en comptes de cada dotze, els en donessin un per cada onze barcelles. Per això, estan condemnats a errar repetint eternament la frase que descobreix el seu frau: «Onze, cafís!».
Hi ha diverses contalles i llegendes on apareixen els frares de les barcelles, entre elles una que s'explica que va passar al mas del Pontarró, a la vall de Biar, entre Biar i Beneixama, on s'instal·len els frares fins que els en fa fora un valent jove de la comarca.